# 28019 Warchal
28019 Warchal (1998 AW8) là một tiểu hành tinh vành đai chính được phát hiện ngày 14 tháng 1 năm 1998 bởi L. Šarounová ở Đài thiên văn Ondřejov.